# Jelšie
Jelšie je přírodní rezervace v oblasti NAPANT.
Nachází se v katastrálním území města Liptovský Mikuláš v okrese Liptovský Mikuláš v Žilinském kraji. Území bylo vyhlášeno či novelizováno v roce 1973 na rozloze 26,1000 ha. Ochranné pásmo nebylo stanoveno. Předmětem ochrany je aluviální niva Demänovky.
Poblíž vede naučná stezka Jelšie.